# Humaitá (Porto Alegre)
O Humaitá é um bairro da zona norte da cidade brasileira de Porto Alegre, capital do estado do Rio Grande do Sul. Foi criado pela lei 6218, de 17 de novembro de 1988. Limita-se ao sul com o bairro Navegantes e, ao norte, com o município de Canoas. O bairro faz parte da região de planejamento Humaitá-Navegantes.
Em 2019 o bairro contava com: 11.502 habitantes, distribuídos por seus 362,2 hectáres, com uma densidade populacional de 3.175,59 hab./km². A taxa de analfabetismo do bairro era de 2,06%, menor que o índice geral de Porto Alegre que era de 3,86%. A renda média era de 3,55 salários mínimos por domicílio. O seu Índice de Desenvolvimento Humano Municipal é de 0,802, um pouco inferior em comparação o índice de 0,805 da cidade.
O Humaitá seria o local da nova sede do Grêmio Foot-Ball Porto Alegrense, a Arena do Grêmio, substituindo a partir de 2013 a antiga sede, o Estádio Olímpico Monumental. Após mudança nos limites de diversos bairros de Porto Alegre, a arena passou a ser parte do bairro vizinho, Farrapos.

## Histórico
O Humaitá caracteriza-se por ser uma região essencialmente residencial, dispondo de pequeno comércio que atende aos moradores locais. A partir da década de 1960, com os problemas da cidade se ampliando devido ao constante crescimento populacional, trazendo problemas de habitação, transportes e infraestrutura, a expansão para a zona norte/nordeste da capital tornou-se mais efetiva, uma vez que os custos de moradia eram mais acessíveis em função da distância do centro. O bairro Humaitá foi, então, um dos setores residenciais projetados pela iniciativa privada nos anos 70, com o objetivo de responder aos problemas de habitação da cidade.
A ocupação da área aconteceu ao longo dos anos 80, bem como a ampliação dos edifícios residenciais. Os primeiros prédios construídos no bairro eram de quatro andares, sem elevador, e apresentavam em seus projetos equipamentos recreativos na forma de parque urbano. Posteriormente, os prédios construídos ficaram maiores, com dez andares e elevadores.
No fim do ano de 2015, as propostas com as emendas foram aprovadas pela câmara de vereadores de Porto Alegre. Quanto aos limites do bairro Humaitá, as mudanças mais notáveis foram a mudança da Arena do Grêmio e do Residencial Liberdade para o bairro Farrapos.

## Características atuais
O bairro Humaitá tornou-se atraente ao ramo imobiliário no final dos anos 90 e início da década de 2000, quando empresas da construção civil viram o potencial residencial que o bairro apresentava, sobretudo para a classe média. Novos condomínios começaram, então, a ser construídos na região, aumentando significativamente o número de moradores do bairro.

O bairro dispõe do Parque Mascarenhas de Moraes, inaugurado em 2 de julho de 1982, com 18,2 hectares. Com uma área de lazer e recreação, e outra considerada de preservação permanente, é um parque de uso misto. O local, bastante frequentado pelos moradores do bairro, dispõe de estádio de futebol, cancha de bocha, pista de patinação sobre rodas, quadra de futebol sete, quadras de vôlei e equipamentos esportivos, além de churrasqueiras e quiosques cobertos.